# Lindenwood Lions
Lindenwood Lions (español: leones de Lindenwood) es el equipo deportivo de la Universidad de Lindenwood, situada en St. Charles (Misuri). Los equipos de los Lions participan en las competiciones universitarias organizadas por la NCAA, y forman parte de la Ohio Valley Conference, a excepción del equipo de fútbol masculino y natación, que lo hacen en la Summit League, el de lacrosse, que compite en la ASUN Conference, el de tenis masculino que lo hace en la Horizon League, el de voleibol masculino que lo hace en la Midwestern Intercollegiate Volleyball Association y el de hockey hielo femenino, que compite en la College Hockey America. Es miembro de la División I de la NCAA desde 2022, procedentes de la Great Lakes Valley Conference de la División II.

## Apodo y mascota
El apodo de los equipos deportivos de la universidad es el de Lions (leones), y su mascota se llama Leo the Lion. El origen del apodo y de los colores del equipo, negro y dorado, es de los años 1970, y fueron sugeridos por un portero de fútbol que impulsó el deporte en la universidad. Los colores se eligieron por su similitud a los de los Pittsburgh Pirates, mientras que el origen del nombre de la mascota es incierto.

## Programa deportivo
Los Lions participan en las siguientes modalidades deportivas:
| - Masculino - Baloncesto - Béisbol - Fútbol americano - Tenis - Cross - Golf - Hockey sobre hielo - Fútbol - Natación - Atletismo al aire libre - Atletismo cubierta - Voleibol - Lacrosse - Rugby - Lucha | - Femenino - Cross - Baloncesto - Voley playa - Hockey sobre hierba - Hockey sobre hielo - Gimnasia artística - Lacrosse - Lucha - Fútbol - Golf - Sóftbol - Voleibol - Tenis - Atletismo al aire libre - Atletismo cubierta - Rugby - Natación |

## Instalaciones deportivas

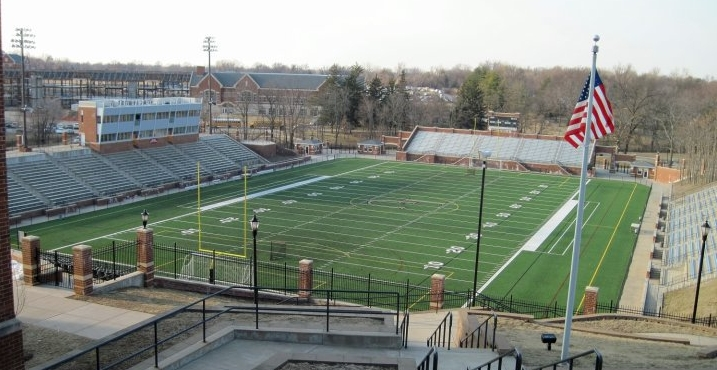
Hunter Stadium en el campus de la Universidad de Lindenwood.

- Harlen C. Hunter Stadium. Estadio de fútbol americano, tiene una capacidad de 7 450 espectadores. Fue construido en 1976 como campo de entrenamiento de los St. Louis Cardinals de la NFL. Abrió sus puertas en 1979 y fue reformado en 1988. En él también se practica el fútbol, el lacrosse, el hockey sobre hierba y el rugby.[2]
- Lindenwood Ice Arena. Es la pista de hielo. Es la única única universidad del estado de Misuri con pista propia. Tiene una capacidad para 750 espectadores.[2]
- Robert F. Hyland Performance Arena. Pabellón de baloncesto, voleibol, gimnasia y lucha libre. Tiene capacidad para 3000 espectadores y 270 adicionales en palcos de lujo.[2]